# The Adventures of Sir Lancelot
The Adventures of Sir Lancelot é uma série de televisão britânica criada por Leslie Pointon e baseada nas lendas arturianas, emitida entre 1956 e 1957, com William Russell na personagem-título. Esta série foi exibida em Portugal na RTP, em 1961, aos domingos, às 21 horas e 30 minutos.

## Elenco
- William Russell como Sir Lancelot
- Cyril Smith como Merlin
- Ronald Leigh-Hunt como Rei Artur
- Bruce Seton como Rei Artur (Episódios 1-3)
- Robert Scroggins como Brian
- David Morrell como Sir Kay & outros
- Jane Hylton como Rainha Genebra
- Derren Nesbitt como Sir Tristan & outros (14 episódios)